# فیتامپیتو
فیتامپیتو (به لاتین: Fitampito) یک منطقهٔ مسکونی در ماداگاسکار است که در ایکالاماونی واقع شده‌است. فیتامپیتو ۲٬۲۰۲ کیلومتر مربع مساحت و ۹٬۵۴۶ نفر جمعیت دارد و ۶۵۲ متر بالاتر از سطح دریا واقع شده‌است.